# Acacia nanodealbata
Acacia nanodealbata är en ärtväxtart som beskrevs av James Hamlyn Willis. Acacia nanodealbata ingår i släktet akacior, och familjen ärtväxter. Inga underarter finns listade i Catalogue of Life.